# 第二次世界大戰期間的西班牙

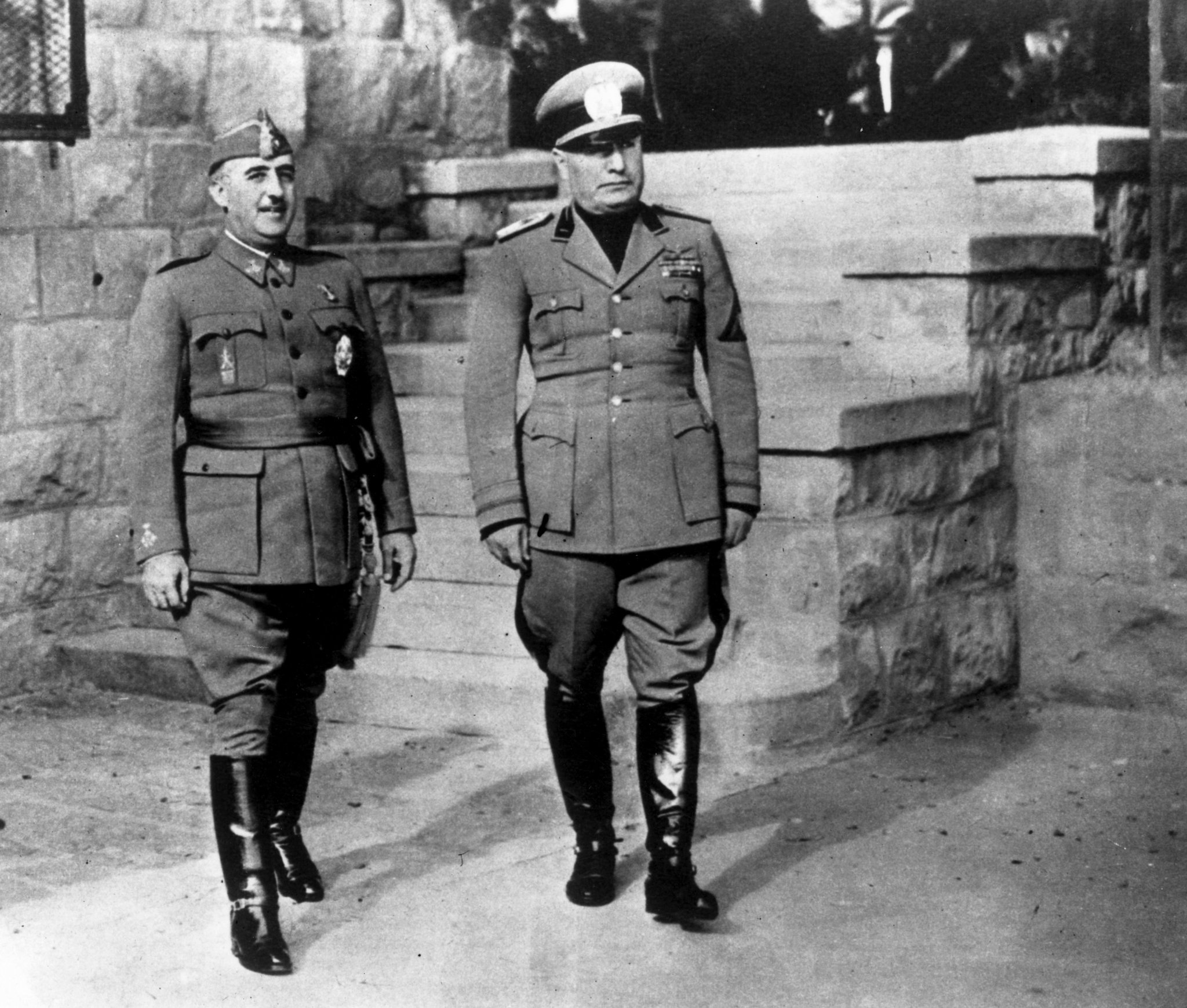
佛朗哥和墨索里尼

第二次世界大戰期間，佛朗哥把中立作為西班牙政府正式政策。這種中立政策有彈性，1940年6月法國淪陷後，“嚴格中立”被“非好戰”所取代。佛朗哥寫信給希特勒，提出在1940年6月19日參戰。同年晚些時候，佛朗哥在昂代會見了希特勒，討論西班牙可能加入軸心國。雖會議無濟於事，但西班牙將以各種方式幫助軸心國（軸心國在西班牙內戰期間曾支持他）。
儘管有意識形態上的同情，但佛朗哥仍在比利牛斯山脈派駐野戰部隊，以阻止軸心國占領伊比利亞半島。西班牙的政策挫敗了軸心國的提議，這些提議原本會鼓勵佛朗哥佔領英國控制的直布羅陀。西班牙不願參加戰爭的大部分原因是西班牙對美國的依賴。西班牙仍未從內戰中恢復過來，佛朗哥知道他的武裝部隊將無法抵禦英國進攻加那利群島和西屬摩洛哥。
1941年，佛朗哥批准志願者到德國，但他們只與蘇聯作戰，而不與西方盟國作戰。這導致了藍色師團的成立，該軍團在1941年至1944年之間作為德國軍隊在東線的一部分進行了戰鬥。
隨著戰爭形勢開始轉向盟軍，西班牙的政策回到“嚴格中立”狀態。1944年，美國對西班牙施加壓力，要求其停止向德國出口鎢並撤回藍色師團，並實行石油禁運，迫使佛朗哥屈服。戰爭結束後，由於戰時對軸心國的支持，西班牙被禁止加入新成立的聯合國，直到1950年代中期，它被許多其他國家排斥。